# Katie Melua
Ketevan „Katie” Melua (grúzul ქეთევან „ქეთი” მელუა , IPA: ['mɛlu:ə]; Kutaiszi, Szovjetunió, 1984. szeptember 16. –) grúz származású brit énekesnő, dalszerző és zenész. Grúziában született, de 8 évesen Észak-Írországba, majd 14 évesen Angliába költözött. Meluát a kis Dramatico kiadó jegyzi, producere Mike Batt, akinek segítségével 2003-ban megjelent első albuma. 2006-ban ő volt az Egyesült Királyság legtöbb lemezt eladó énekesnője, Európában az európai énekesnők közül pedig az ő lemezeit vették meg a legtöbben.
2003 novemberében, 19 évesen megjelent debütáló albuma, a Call off the Search, mely felkerült a brit slágerlisták élére, és 1,8 millió darabot adtak el belőle a kiadás utáni első öt hónapban. Második albuma, a Piece by Piece 2005 szeptemberében jelent meg, és négyszeres platinalemez lett. 2007 októberében megjelent harmadik stúdióalbuma, a Pictures, amelyen utoljára dolgozott együtt Mike Batt és Melua, mint kreatív csapat. 2010. május 24-én jelent meg Melua negyedik stúdióalbuma, a The House, melynek producere William Orbit volt.
A Sunday Times Rich List 2008 szerint Melua 18 millió fontos vagyonra tett szert, így ő a tizenhetedik leggazdagabb harminc évnél fiatalabb brit zenész. 2009-ben arról tudósítottak, hogy vagyonának felét elveszítette a gazdasági világválság következtében.

## Kezdetek

### Korai évek (1984–2003)
Ketevan Melua a grúziai Kutaisziben született 1984-ben, amely akkor a Szovjetunió része volt. Első éveit a fővárosban, Tbilisziben töltötte nagyszüleivel. Később szüleivel és fiútestvérével Batumiba költözött, ahol édesapja szívsebészként dolgozott. Ezalatt az idő alatt Meluának néha nehéz vizes vödröket kellett fölcipelni házukhoz; ehhez képest ma luxushotelekben száll meg, ahol – saját bevallása szerint – gyakran visszagondol azokra a napokra.
1993-ban a grúz polgárháború miatt a család az észak-írországi Belfastba költözött, ahol Katie édesapja a tekintélyes Royal Victoria Kórházban kapott munkát. Mialatt a kórházhoz közeli Broadway Road-on éltek, Katie a katolikus St. Catherine Általános Iskolába járt, ahol három hónap alatt tanulta meg az angol nyelvet (helyi ír kiejtéssel), majd tizenegy évesen a Dominican College gimnáziumba ment. Miközben később (nyolc évvel fiatalabb) öccsét protestáns iskolába íratták. Iskolába menet gyakran érintették a Falls Roadot, ahol akkoriban gyakoriak voltak a bombamerényletek. Erről az időszakról írta Katie később a Belfast (Penguins and Cats) című dalát.
Katie tizennégy éves, amikor a család Angliába költözik. (Előbb Sutton-ba, London egy külvárosába, majd Redhill-be, a Londonnal határos Surrey megyében, később London Paddington kerületébe.) Katie a dél-londoni Nonsuch Középiskolában (Cheam, Sutton) folytatta tanulmányait.
2001-ben Katie beiratkozik a BRIT School for Performing Arts & Technology (London, Croydon) iskolába, amely az egyetlen ingyenes ilyen jellegű képzést biztosította akkoriban Angliában. Itt zenei szakképesítést szerez ("a BTEC with an A-level in music"). (Érdekességképpen a 2003-as záróvizsgák közül az egyik egy "barokk összhangzattan" nevű vizsga volt, amint azt Katie a hivatalos honlapján vezetett blogjában leírta.) Ebben az iskolában Katie Melua szűkebb baráti köréhez tartoztak a későbbi The Kooks tagok (Luke Pritchard-al a kapcsolata ennél is közelebbi volt), Polly Scattergood, valamint Leona Lewis. Katie 17 éves, amikor – elég későn – az iskolában elkezdett gitározni tanulni.
Katie Melua az első két albuma sikerei után elköltözött a szüleitől a londoni Notting Hillre, ahol lakásának egy vendégszobáját alakította át stúdióvá.
Melua három nyelven beszél: angolul, grúzul és oroszul. Katie részben orosz és kanadai származású.

### Első televíziós szereplés (2000)
Mivel a politikailag instabil Grúziában és a zavaros Észak-Írországban nőtt fel, Melua kezdetben úgy tervezte, történész vagy politikus lesz. „Őszintén úgy gondoltam, képes lennék békét hozni a világra… Ha uralnám!” – nyilatkozta később. Ez az elképzelése 2000-ben, 15 éves korában változott meg, mikor elkezdett dalokat írni, és amikor részt vett az ITV által rendezett Stars Up Their Nose című tehetségkutató műsorban. Melua a Badfinger Without You című dalával megnyerte a versenyt (a dalt Katie Mariah Carey feldolgozásában ismerte meg). A nyeremény egy 350 font értékű MFI bútorutalvány volt, melyből Katie egy széket vett apjának.

## Zenei pályafutása

### Felfedezés
Az énekesnőre nagy hatással volt, amikor megismerkedett Eva Cassidy felvételeivel. Mikor megtudta, hogy a tragikus sorsú énekesnő már nem él, és, hogy soha nem láthatja őt élőben, megírta hozzá Faraway Voice című dalát. Ez a dal vonta Meluára Mike Batt zeneszerző és producer figyelmét, aki éppen három héttel e dal megszületése után tartott meghallgatást iskolájában. Katie leszerződött Batt kis kiadójához, a Dramaticohoz, de a Brit Schoolban maradt befejezni a tanulmányait. Erre 2003 júliusában került sor.

### Call off the Search(2003–2005)
Fő szócikk: Call off the Search

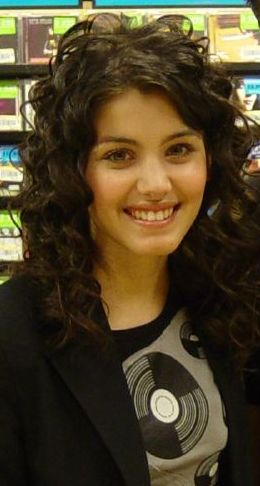
Katie Melua 2004-ben egy dedikáláson

Melua debütáló albuma, a Call off the Search 2003. november 3-án jelent meg. A lemezen két Melua által írt dal szerepelt: a Belfast (Penguins and Cats), amely a nyugtalan észak-írországi fővárosban szerzett élményeiről szól, és a Faraway Voice, ami pedig Eva Cassidy haláláról. Az albumon az énekesnő Delores J. Silvertől (Learnin' the Blues), John Mayalltól (Crawling up a Hill), Randy Newmantől (I Think it's Going to Rain Today) és James Sheltontól (Lilac Wine) dolgozott fel dalokat. A többi hat dal Mike Batt szerzeménye.
A BBC Radio 2 producere, Paul Walters hallotta a kislemezt és lejátszotta Terry Wogan reggeli műsorban. Wogan gyakran játszotta a dalt 2006 novemberében és decemberében, hogy karácsonyi listavezető legyen belőle. A kislemez csak a tizedik helyet érte el, de Wogan támogatása növelte Melua ismertségét, és amikor a Call off the Search megjelent, olyan sikeres lett, hogy 2004 januárjában első helyezést ért el. Írországban az első öt, Norvégiában az első húsz, az összetett európai listán az első harminc, Ausztráliában pedig az első ötvenbe került be. Az Egyesült Királyságban az albumból 1,2 millió példányt adtak el, így négyszeres platinalemez lett és hat hétig szerepelt a slágerlistákon. Összesen három millió darabot adtak el belőle világszerte. Az ezt követő kislemezek nem lettek ennyire sikeresek – a második, a Call off the Search tizenkilencedik lett, míg a harmadik, a Crawling up a Hill csak a negyvenegyedik.
Az AllMusic úgy fogalmazott, hogy „az angol hallgatók megőrültek Meluáért”, és ígéretes, kényelmes debütálásnak nevezte a Call off the Search-öt, stílusát Norah Jones-éhoz hasonlítva.
Melua a korai ismertséggel kapcsolatban úgy fogalmazott, hogy „ha kellene valamit mondanom, ami sajnálatos ebben [a korai hírnévben], az valószínűleg az lenne, hogy a világ előbb ismert meg engem, mint én önmagamat”.

### Piece by Piece(2005–2007)
Fő szócikk: Piece by Piece

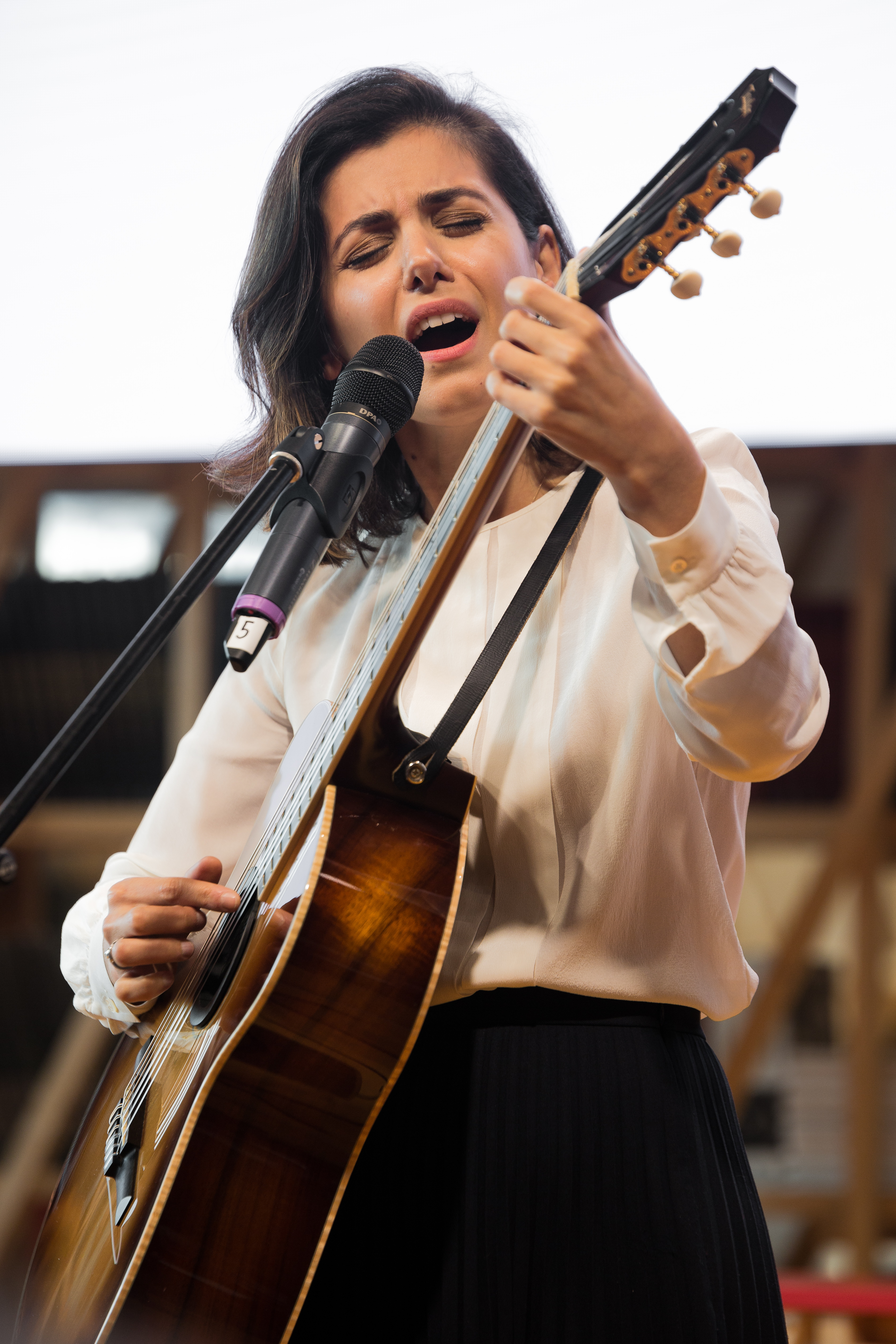
2017

Melua második albuma, a Piece by Piece 2005. szeptember 26-án jelent meg. Első kislemeze a Nine Million Bicycles volt, amely az album előtt egy héttel, szeptember 19-én jelent meg. A dalt először a Terry Wogan Show-ban mutatták be augusztus 1-jén. Az albumon négy Katie Melua által szerzett dal szerepel, ezenkívül négy Batt-től, egy közös szerzemény és három további feldolgozás. Az együttes felállása ugyanaz maradt, mint az első albumon. A lemez a 2005. szeptember 3-i héten első helyen debütált az Egyesült Királyság-beli slágerlistán.
A második, dupla A-oldalú kislemez az I Cried for You és egy The Cure-feldolgozás, a Just Like Heaven volt, amely a Ha igaz volna… című film betétdala, december 5-én jelent meg az Egyesült Királyságban, és a 35. helyet érte el. Az I Cried for You-t Katie a Holy Blood, Holy Grail című könyv írójával való találkozás után írta.
A harmadik kislemez, a Spider's Web 2006. április 17-én jelent meg és 52. lett az Egyesült Királyságban. Ekkor kezdte koncertturnéját, amely 2006. január 20-án, a skóciai Aberdeenben kezdődött.
2006 vége felé megjelent a negyedik kislemez, az It's Only Pain, amelyet Batt írt. Ezt követte a Shy Boy megjelenése, melyet szintén Mike Batt szerzett.
2006. október 2-án Melua bekerült a Guinness Rekordok Könyvébe a legmélyebben, 303 méter mélységben tartott koncerttel. „Minden bizonnyal a legszürreálisabb koncert volt, amit valaha is adtam” – mondta később Katie, akit a koncert előtt kivizsgáltak és túlélő tréningen vett részt.
A koncert több extrával és magyar felirattal is megjelent DVD-n.
A Rolling Stone mint egy „leginkább egyhangú dzsessz- és blues-színezetű” dalokból álló lemezként értékelte a Piece by Piece-t, míg az Allmusic szerint az album egy biztonságos folytatás a debütáló album után, ragaszkodva a formájához, és az adatbázis Melua hangját jelentéktelennek nevezte.

### Pictures(2007–2008)
Fő szócikk: Pictures

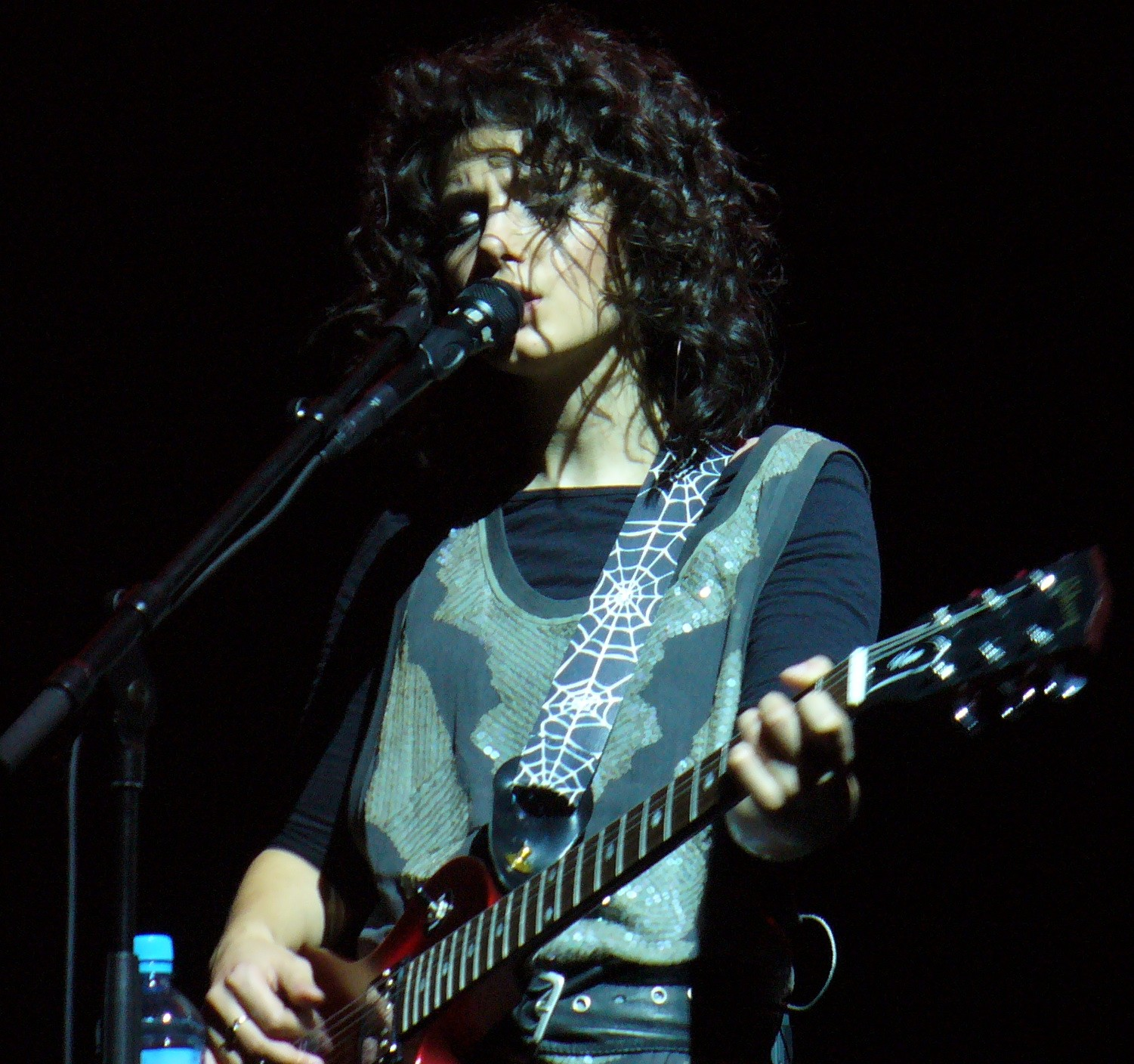
Az énekesnő 2008-as koncertturnéján, Milánóban

Harmadik albuma, a Pictures 2007. október 1-jén jelent meg. Ez volt az utolsó olyan albuma, amelyen Mike Batt-tel működött közre. Melua úgy fogalmazott, hogy „a Pictures egy trilógiát alkot az előző két lemezzel”, és hogy bár nem fog több dalt szerezni Batt-tel, más területeken még együttműködnek.
A lemezen szerzőként szerepel Melua barátja, Molly McQueen, a Faders előző frontembere. Melua és McQueen a Perfect Circle című dalt eredetileg Molly tervezett lemezére szánták, végül azonban Katie albumán jelent meg.
Az énekesnő az album készítése során együtt dolgozott Andrea McEwannel, az Ausztráliából 2006-ban Londonba áttelepült, és ott új énekes-dalszerzői karrierbe kezdő korábbi sorozat-, és színházi színésznővel. Melua zenéjére Andrea McEwan írta meg a What I Miss About You és a Dirty Dice című dalok szövegét, és 2008-ban Katie "Pictures" turnéján Andrea volt a nyitószáma.
Az iTunes Store változaton szerepel egy bónusz dal is: egy Prince-feldolgozás, az Under the Cherry Moon. A lemezre eredetileg 18 dal íródott, de végül csak 12 került föl rá.
A Picturesből mindezidáig 1,3 millió példányt adtak el világszerte, és több mint 400 ezret egyedül az Egyesült Királyságban. Az album megkapta a platinum státuszt és a 49. legjobban eladott album lett 2007-ben.
Melua az albumot egy „rockosabb-poposabb” darabként írja le, a több gitár miatt, míg az előző két album blues-osabb volt.
Az AllMusic kissé meglepőnek tartotta, hogy Katie Melua Eva Cassidyhez hasonló hanggal ugyanolyan ismeretlen maradt az Egyesült Államokban, illetve úgy fogalmazott, hogy „Furcsa, hogy ilyen sokáig tartott, míg öntudatos albumot adott ki Melua, mert producere és dalszerzője a legendás, de kisebb hírű Mike Batt – aki a Picturesön visszatér a '70-es évekbeli, gyermekkori zenei produkciókhoz a dalokkal, amiket ő írt”.
Ugyanebben az évben Melua készített egy duettet Ali Campbellel (UB40) az énekes szólóalbumára, a Running Free-re, Don't Try This at Home címmel.

### Collection,Live at the O2 Arena(2008–2009)
Fő szócikk: The Katie Melua Collection, Live at the O2 Arena
2008. október 27-én megjelent Melua válogatáslemeze, a The Katie Melua Collection, amelynek egyik lemezén szerepel 14 dal a korábbi három albumról, illetve három új dal, a Two Bare Feet – amelyhez videóklip is készült a lemez megjelenése előtt –, a Toy Collection – melynek akusztikus változatát később Melua felénekelte a Faintheart című filmhez – és a Somewhere in the Same Hotel. A másik lemez egy DVD, amin egy rotterdami koncertfelvétel van, illetve egy kulisszák mögé betekintő rész.

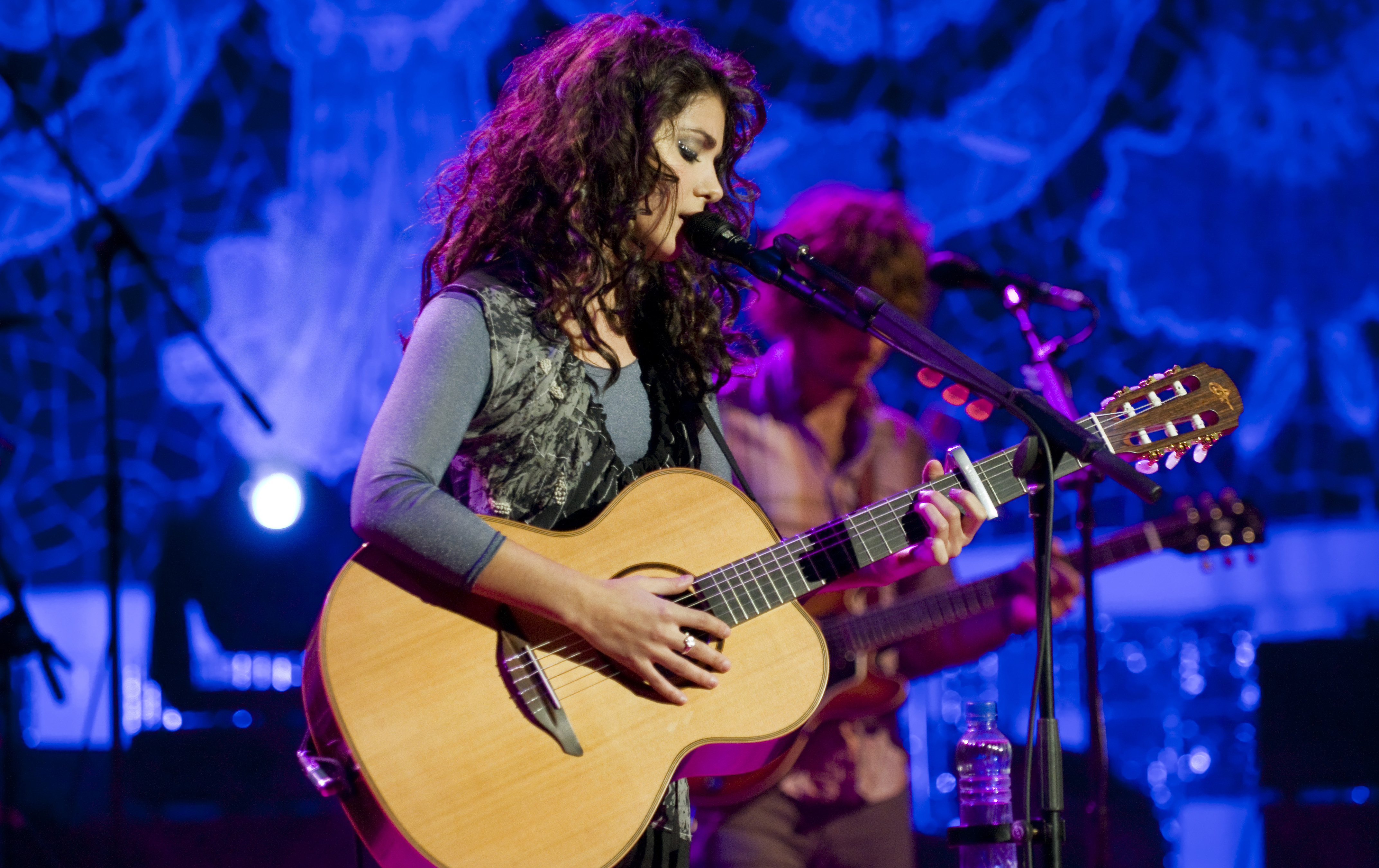
Melua 2008. november 26-án Barcelonában

2009. május 18-án megjelent Melua élő albuma, a Live at the O2 Arena, melyet a londoni O2 Arenában vettek fel, 2008. november 8-án, a Pictures turnéja alatt. A lemezen 19 szám szerepel, köztük egy grúz népdallal – a Qviteli Potlebi (Sárga levelek) – és egy Janis Joplin-feldolgozással, a Kosmic Blues-zal.

### The House(2010)
Fő szócikk: The House
2009 áprilisában még úgy volt, hogy Katie Melua negyedik stúdióalbumának producere T-Bone Burnett lesz, akivel Los Angelesben találkozott.
November második felében azonban Katie Melua végül is William Orbit producerrel (aki 1998-ban Madonna híres Ray of Light albumának producere volt) kezdte meg a negyedik stúdióalbumának a munkálatait az Air Studios-ban, Londonban. Az albumra olyan társszerzőkkel írt dalokat, mint Guy Chambers, Rick Nowels és Polly Scattergood. A vonósok és fúvósok hangszerelését most is Mike Batt készítette, és a stúdióban január 2-án ő vezényelte a Royal Philharmonic Orchestra-t, de társszerzőként most csak egy dalt jegyez a felvett tizennyolcból. Az albumon januárig dolgoztak, kiválogatták az albumra kerülő tizenkét dalt, következett a végső keverés, masterelés, utómunkák. A várható megjelenési dátum pedig 2010 május lett. Az eseményekről Mike Batt, Katie managere és korábbi producere számolt be twitter-oldalán, és így tett William Orbit is, az új producer, a saját twitter-lapján, valamint Polly Scattergood a myspace-es blogjában.
Melua negyedik stúdióalbuma, a The House, végül 2010. május 24-én jelent meg, és a megjelenése hetében azonnal az Billboard európai albumlista élére ugrott. Az albumon Katie Melua mellett társ-dalszerzőként szerepelnek tehát: elsősorban Guy Chambers, valamint Rick Nowels, Lauren Christy, Polly Scattergood, és Mike Batt. Az album producere William Orbit.

### Secret Symphony(2012)
Fő szócikk: Secret Symphony
Bár a Katie Melua eddigi stílusától kicsit eltérő The House albumot a kritika viszonylag jól fogadta, 2011-ben Katie visszatért korábbi produceréhez/szerzőtársához, Mike Batt-hez, és az év második felében elkészítették a 2012 tavaszán megjelentetett, minden eddiginél klasszikusabb stílusú, a Katie Melua hagyományos közönségének ízlését jobban kiszolgáló, vonós kíséretet gazdagon felvonultató Secret Symphony című ötödik Katie Melua stúdióalbumot, amelyen feldolgozás-dalok mellett egy Katie Melua szerzemény, két Melua/Batt közös szerzemény, és néhány Mike Batt dal szerepel. Az albumról kiadott első single a Better Than A Dream című, Batt által írt régi rajzfilmsláger volt. Az album elkészítésének állásáról Mike Batt producerként folyamatosan beszámolt a twitter-oldalán.

### Ketevan(2013)
Fő szócikk: Ketevan
2013 szeptemberében, éppen Katie születésnapján jelent meg Katie Melua hatodik stúdióalbuma, amely címének Katie eredeti grúz keresztnevét, a Ketevan-t választották. Az album producere Mike Batt, és mellette ezúttal a fia, Luke Batt voltak. Mike Batt twitter-oldalán ezúttal is rendre beszámolt az album elkészítésének publikus részleteiről. Az albumra Mike Batt öt dalt írt és komponált, Luke Batt egyet, Katie Melua és Luke Batt közösen még kettőt, Katie Melua Toby Jepson-nal közösen szintén kettőt, végül Katie, Mike, és Luke közösen még egyet. Az albumról az első kiadott single Mike Batt dala, az I Will Be There volt, amelyet Mike felkérésre írt, és Katie Melua elő is adott a királynő koronázási jubileumi ünnepségén július 11-én, a Buckingham Palota kertjében, amint erről írnak is Katie Melua hivatalos oldalán a biográfiájában.

### In Winter(2016)
Melua hetedik albuma In Winter címmel jelent meg 2016. október 14-én. Ezzel a lemezze Melua visszatért szülőföldjére, Grúziába, hogy a Gori város női kórusával készítsen felvételeket. Melua a The Guardian brit napilapnak adott interjújában árulta el, hogy a Mike Battel való együttműködése a legutóbbi albummal véget ért.

## Koncertek

### Élő fellépések
2003-ban indult Melua első koncertturnéja – ekkor járt Skóciában, az Egyesült Királyságban, és a későbbi, észak-amerikai koncertek mellett majdnem egész Európában megfordult. 2005-ben ellátogatott Dél-Afrikába, Ausztráliába és Új-Zélandra is, sőt, Japánban is koncertezett. Ekkor így nyilatkozott: „Szeretek kimenni a színpadra és kapcsolatba lépni az együttesemmel és a közönséggel, nincs ehhez fogható”. A nagy koncertek mellett Katie szereti a kisebb, meghittebb fellépéseket is.
Jelentősebb fellépései között említhető, mikor 2004-ben Jamie Cullummal énekelte el duettben a Love Cats c. számot a Brit Awards díjátadón.
2005. március 19-én Melua fellépett a 46664 nevezetű koncerten a dél-afrikai George-ban Nelson Mandela HIV elleni harcának jegyében. (Itt gyerekkori kedvenc együttesének, a Queennek szólógitárosával, Brian May-jel állhatott a színpadra) Ugyanebben az évben még a Nobel-békedíj átadásán is jelen volt – itt a The Closest Thing to Crazy, az I Cried for You és a Nine Million Bicycles dalokat adta elő. Ugyanebben az évben még a hollandiai Pieter-Christiaan herceg és felesége, Anita, illetve Floris herceg és felesége, Aimée esküvőjének tiszteletére is előadott egy dalt – a Nine Million Bicyclest –, amit a Tros TV Show közvetített.
2006-ban következett Melua újabb európai turnéja a Piece by Piece megjelenése után. Ekkor összesen 150 000 ember látta őt élőben. Az európai helyszínek után koncertezett még három hónapot Észak-Amerikában, és csak 2006 szeptemberére tért vissza az It's Only Pain kislemez és a Piece by Piece Deluxe Edition megjelenésére. Az utóbbi kiadvány tartalmaz egy koncert DVD-t Katie 2006-os turnéjáról.

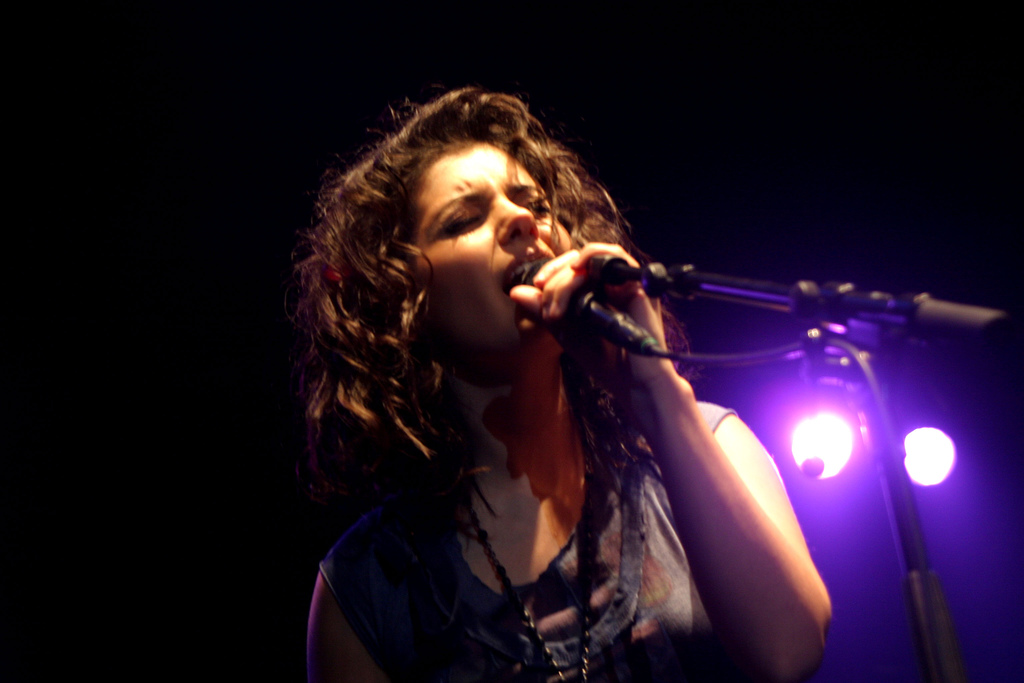
Katie Melua a North Sea Jazz Fesztiválon 2007-ben

Melua ott volt a Live Earth németországi helyszínén is 2007 júliusában. Itt a Nine Million Bycicles-t, az On the Road Againt, a Spider's Webet és a Thank you, Star című dalokat adta elő. Ugyanebben a hónapban még föllépett a hollandiai Rotterdamban, a North Sea Jazz Fesztiválon is.
2007-ben Katie indította el a dominókat az évente Hollandiában megrendezésre kerülő Dominó-napon, majd eljátszott két dalt a Pictures albumról. A világrekordkísérlet mellesleg nem sikerült – a 3 671 465 eldőlt dominóval nem kerekedtek felül az azelőtti rekordon: 2006-ban 4 079 381 dominó dőlt el.
2007-ben ismét koncertkörútra indult – ennek 2009 januárjában lett vége.
2009 májusa és júniusa között Melua észak-amerikai akusztikus turnéra indult a Pictures album amerikai, 2009. április 28-ai megjelenésének alkalmából.
2010 januárjában Melua honlapján bejelentettek egy nagy kiterjedésű európai turnét 2010 őszére, ám szeptemberben kimerülés miatt doktorai azt javasolták, hogy ne dolgozzon pár hónapig, így minden koncertje illetve promóciós programja el lett halasztva karácsony utánig.
2014 júliusában a veszprémi várban, a VeszprémFest keretén belül telt házas koncerten lépett fel. Előtte már többször járt Magyarországon, hogy interjúkat adjon, de ez volt az első élő fellépése.

### Zenekara[76]
- Mike Batt – zongora[m 1]
- Jim Watson – zongora
- Lucy Shaw – basszusgitár
- Frank Gallagher – cselló, hegedű, mandolin, billentyűs hangszerek, népi furulya, vokál
- Matt Condon – billentyűsök
- Dominic Glover – trombita
- Lisa Featherstone – bőgő
- Jim Cregan – gitár
- Henry Spinetti – dob, ütőhangszerek
- Justin Sandercoe – gitár[m 2]
- Tim Harries – basszusgitár
- Michael Kruk – dob, ütőhangszerek
- Steve Stale – gitár
- Luke Potashnick – gitár

## Zenei stílus
Meluának első albuma készítése előtt nem volt tapasztalata a dzsessz és blues terén, ám ahogy énekelni kezdett ezekben a stílusokban, rájött, hogy nem is állnak tőle olyan távol, hiszen a grúz népzene sokban hasonlít hozzájuk, mert „melankolikus, érzelmes, mélyről jövő”.
Stílusa a pop, pop-folk, dzsessz és blues kategóriájába sorolható. Úgy nyilatkozott, hogy mindig az a zene volt rá hatással, azok az előadók inspirálták zeneíráskor, akiket hallgatott – otthon Grúziában többek között a Queen vagy a Led Zeppelin, majd Angliában – a zeneiskola hatására – Joni Mitchell, Bob Dylan, Cat Stevens, Nick Drake, Tom Waits vagy Leonard Cohen. Legnagyobb kedvencei Joni Mitchell és Bob Dylan, de a The Cure is hatással volt rá (tőlük két dalt is feldolgozott: a Love Cats-et, és a Just Like Heavent).

### Zenei ízlés
2006 áprilisában Melua a Sum magazinnak tizennégyet választott ki azon kedvenc dalai közül, amelyek a legnagyobb hatással voltak rá. Ezek a dalok a következők voltak: a Hearts and Bones Paul Simontól, Leonard Cohen Hallelujah-jának Jeff Buckley-féle változata, a Marcie Joni Mitchelltől, a Masters of War Bob Dylantől, James Taylor How Sweet It Is (To Be Loved by You) című száma, Chuck Berrytől a No Particular Place to Go, a Glory Box a Portishead együttestől, a The Pleasure is All Mine Björktől, Camille Au Port című dala, a Killing in the Name a Rage Against the Machine-től, Bobbie Gentry Fancy-je, az Even After All Finley Quaye-tól, Suzanne Vega Caramel-je, és a Fuck Forever a Babyshamblestől.
Melua számos alkalommal elmondta, milyen hatalmas rajongója volt a Queennek gyermek- és tinédzserkorában. Még emlékszik, ahogy megvette a Greatest Hits II albumot, és a Radio Ga Ga című dalt énekelte.
2006 novemberében a BBC The Culture Show című műsorában Paul McCartneyt javasolta Nagy-Britannia legnagyobb élő ikonjának.

## Jótékonyság
2004 novemberében az énekesnőt felkérték, hogy vegyen részt a Band Aid 20-ben, és így csatlakozott a brit és ír popénekesekből álló kórushoz, hogy előadják a Do They Know It’s Christmas?-t, pénzt gyűjtve ezzel az éhezőknek. Mindez az eredeti Band Aid huszadik évfordulója megünneplésének keretein belül zajlott.
2005. március 19-én Melua a 46664 koncerten, a dél-afrikai George-ban Brian May-jel énekelte el a Too Much Love Will Kill You című dalt. A koncertet Nelson Mandela HIV elleni harcának jegyében rendezték. Melua gyermekkora óta a Queen rajongója, mivel nagybátyjai otthon leginkább az ő dalaikat hallgatták; így a May-jel való fellépés egy gyermekkori álom megvalósulása volt.
Melua a Save the Children alapítvány egyik jótékonysági nagykövete 2004 óta. 2005-ben Srí Lankára látogatott, hogy megnézze az alapítvány gyerekekért folytatott munkáját a polgárháború és az indiai-óceáni cunami csapása után. „Hihetetlen utazás volt ez. Pár éven belül vissza szeretnék ide jönni, abban a reményben, hogy a dolgok talán megjavultak”. 2006-ban az énekesnő az alapítványnak adományozta a Spider's Web című kislemezből befolyt összes bevételt. Ugyanebben az évben Melua részt vett az alapítvány Rewrite the Future nevű kampánya indítványozásában is.
Melua általában az Oxfam jótékonysági boltban vásárolja ruháit.
2007 decemberében kiadott egy Louis Armstrong-feldolgozást, a What a Wonderful Worldöt, melyben a már elhunyt Eva Cassidyvel énekelt duettet. A dal – mely 2007. december 16-án a brit kislemezlista élére került – összes bevételét a Nemzetközi Vöröskereszt kapta.

## Magánélet
Katie a BRIT School of Performing Artson találkozott Luke Pritcharddal, a The Kooks frontemberével. Bár ritkán beszéltek kapcsolatukról, az köztudott, hogy három évig voltak együtt, és házasságot terveztek. Mikor Katie sikeresebbé vált, a kapcsolat akadályokba ütközött, és 2005 márciusában szakítottak.
Pritcharddal való szakítása után a bulvárlapokban szexualitásával kapcsolatos spekulációk születtek, a News of the World című brit bulvárlap azt állította, Katie-nek közeli kapcsolata van egy női fényképésszel. Melua azt nyilatkozta, a szexualitásával kapcsolatos feltevések nem zavarják, a magánéletével kapcsolatban pedig a jövőben szeretne megőrizni egy kis titokzatosságot.
Katie marihuánát szívott, felüdülés és zenei inspiráció elérése érdekében. 2004-ben azt nyilatkozta, abbahagyta a dolgot, mert észrevehetően rontotta kreativitását. „Sosem használtam olyan dolgokat, mint az LSD vagy a kokain és remélem, nem is fogok. De szerintem időnként ki kell próbálni dolgokat… csak egyszer.”
Meluát alkalmanként „adrenalinfüggőnek” nevezik, mert szereti a hullámvasutakat és a vidámparkokat, a siklóernyőzést és sárkányrepülőzést. Kétszer ejtőernyőzött, repülő órákat vett és 2004-ben egy 200 méteres épületről ugrott le. Mike Batt Melua „adrenalinfüggőségéről” azt mondta: „[Melua] élvezi az extrém dolgokat, de az életben az érzelmei mindig mérsékeltek”.
A 2008-as dél-oszétiai háború alatt Melua fiútestvére és édesanyja a Fekete-tenger partján nyaraltak, és kétszer is megállították őket, mikor be akartak menni a fővárosba, Tbiliszibe. Katie mellesleg úgy tervezte, hogy hamarosan ő is elutazik Grúziába nyári vakációjára.
A 2011-es év során Katie Melua – a bulvár és motorsport lapokban megjelent fényképek tanúsága szerint – szinte kizárólag James Toseland társaságában jelent meg minden eseményen. 2012 januárjában Katie Melua hivatalos honlapján megerősítették, hogy a volt motorversenyző, a kétszeres Superbike világbajnok James Toseland karácsonykor megkérte Katie Melua kezét, a pár eljegyezte egymást.
2012. szeptember 1-jén Katie Melua és James Toseland házasságot kötöttek (a hírt először James erősítette meg twitter oldalán).

### Tanulmányai
Miután Katie letette az érettségi vizsgát a surrey-i Nonsuch Gimnáziumban, beiratkozott a BRIT School for the Performing Artsba. Ott kezdett dalokat írni, és ott találkozott későbbi producerével, Mike Batt-tel.
Melua nem tanult egyetemen, noha gyakran úgy nyilatkozott, hogy az angol irodalmat, a történelmet – ami kedvenc tantárgya volt, és dicséretesre érettségizett belőle – és a fizikát választaná, ha egyetemre menne. Melua a 2008-as turnéja előtt többször jelezte, hogy ősszel – miután az elmúlt öt évet szakadatlan munkával töltötte – hosszabb szünetet szándékozik tartani, beiratkozik egy egyetemi kurzusra, s úgy nyilatkozott, hogy az is elképzelhető, hogy erre az időre New Yorkba költözik, ám ez mégsem valósult meg.

### Brit állampolgárság
2005. augusztus 10-én Melua testvérével és szüleivel együtt brit állampolgár lett. Melua brit útlevelet kapott, ami könnyebbé teszi az utazást. Az, hogy brit állampolgár lett, azt jelenti, hogy életében már három állampolgársága is volt: szovjet, grúz és brit. A ceremóniát követően Melua kifejtette, milyen büszke az új állampolgárságára. „Családként szerencsések vagyunk, hogy boldog életre leltünk ebben az országban, és úgy érezzük, hogy idetartozunk. Még mindig grúznak tartjuk magunkat, mert ott vannak a gyökereink és minden évben visszatérek Grúziába, hogy láthassam nagyszüleimet és unokatestvéreimet, de büszke vagyok arra, hogy brit állampolgár lettem.”

## Diszkográfia

### Albumok
- 2003 Call off the Search
- 2005 Piece by Piece
- 2007 Pictures
- 2008 The Katie Melua Collection
- 2009 Live at the O2 Arena
- 2010 The House
- 2012 Secret Symphony
- 2013 Ketevan
- 2016 In Winter
- 2020 Album No. 8
- 2023 Love & Money
- 2024 Live At The Royal Albert Hall[101]

### Kislemezek
- 2003 The Closest Thing to Crazy
- 2004 Call off the Search
- 2004 Crawling up a Hill
- 2005 Nine Million Bicycles
- 2005 I Cried for You/Just like Heaven
- 2006 Spider's Web
- 2006 It's Only Pain
- 2006 Shy Boy
- 2007 If You Were a Sailboat
- 2007 Mary Pickford
- 2008 If the Lights Go Out
- 2008 Ghost Town
- 2009 Toy Collection
- 2009 Two Bare Feet
- 2010 The Flood
- 2010 A Happy Place
- 2010 To Kill You With a Kiss
- 2012 Better Than A Dream
- 2012 The Bit That I Don't get
- 2012 Moonshine

### DVD kiadványok
- 2004 Call Off the Search: Special Bonus Edition (CD és DVD)
- 2006 Katie Melua: On the Road Again
- 2006 Piece by Piece: Special Bonus Edition (CD és DVD)
- 2007 Katie Melua: Concert Under the Sea
- 2011 Katie Melua with the Stuttgart Philharmonic Orchestra

## Filmográfia[102]

### Betétdalok
| Év   | Film           | Dal                                     |
| ---- | -------------- | --------------------------------------- |
| 2010 | The Tourist    | No Fear of Heights                      |
| 2010 | Jane's Journey | Walk Lightly on the World               |
| 2009 | Faintheart     | Toy Collection                          |
| 2007 | Nancy Drew     | Looking for Clues                       |
| 2006 | Mía Sarah      | Call off the Search, Tiger in the Night |
| 2006 | Miss Potter    | When You Taught Me How to Dance         |
| 2005 | Ha igaz volna… | I Cried for You/Just like Heaven        |

### Szerepek
| Év   | Film                                             | Szerep                      |
| ---- | ------------------------------------------------ | --------------------------- |
| 2007 | Grindhouse: Halálbiztos (a Don't "ál-előzetese") | Áldozat (bárd áll a fejébe) |

## Kitüntetések és díjak
| Év   | Díj            | Kategória                                                        | Eredmény |
| ---- | -------------- | ---------------------------------------------------------------- | -------- |
| 2007 | ECHO Award     | Best International Female Artist (Legjobb Nemzetközi Női Előadó) | Nyert    |
| 2007 | Goldene Kamera | Pop International Solo (Pop Nemzetközi Szóló)                    | Nyert    |
| 2006 | BRIT Awards    | Best British Female Solo Artist (Legjobb Brit Női Szóló Előadó)  | Jelölt   |
| 2006 | BRIT Awards    | Best Pop Act                                                     | Jelölt   |
| 2006 | ECHO Award     | Best International Female Artist (Legjobb Nemzetközi Női Előadó) | Jelölt   |
| 2005 | ECHO Award     | Best International Newcomer (Legjobb Nemzetközi Új Előadó)       | Nyert    |

- Melua lemezeit vették meg a legtöbben 2004-ben és 2005-ben az Egyesült Királyságban.[4]
- 2006-ban elneveztek egy tulipánt az ő neve után Meluának.[108]
- A VH1 szerint a Call off the Search a 87. legjobban eladott brit album a történelemben.[109]
- 2007 júliusában Melua helyet kapott a rotterdami Hírességek Sétányán – otthagyta kézlenyomatát.[110]